# Nova Bukovica
Nova Bukovica es un municipio de Croacia en el condado de Virovitica-Podravina.

## Geografía
Se encuentra a una altitud de 131 m s. n. m. a 193 km de la capital nacional, Zagreb.

## Demografía
En el censo 2011 el total de población del municipio fue de 1771 habitantes, distribuidos en las siguientes localidades:
- Bjelkovac -  52
- Brezik -  158
- Bukovački Antunovac -  198
- Dobrović - 128
- Donja Bukovica - 85
- Gornje Viljevo - 31
- Miljevci -  317
- Nova Bukovica - 802

| Gráfica de población de Nova Bukovica 1857-2011                     |
|                                                                     |
| Según los censos de población de la oficina estadística de Croacia. |